# Tomasa Tequiero
Tomasa Tequiero es una telenovela venezolana realizada y transmitida por la cadena Venevisión entre los años 2009-2010 y distribuida internacionalmente por Venevisión International. Original de la escritora Doris Seguí.
Protagonizada por Gledys Ibarra, y con las actuaciones co-protagónicas de Carlos Montilla, Nohely Arteaga, Carlos Cruz, María Antonieta Duque y Emma Rabbe, con las participaciones antagónistas de Loly Sánchez.
Se estrenó el 7 de octubre de 2009 en el horario de las 21hs, y finalizó el 6 de abril de 2010. Para el 30 de noviembre de 2015 la telenovela sería retransmitida esta vez por la cadena Venevisión en el horario de 23hs y los sábados 22hs, finalizó el 23 de mayo de 2016.

## Trama
Tomasa Tequiero es una mujer negra de unos 40 años con extensiones hasta la cintura y un hijo, ya adulto, que se crio en Colombia, lejos de ella. Después de varios matrimonios fracasados, A estas alturas Tomasa piensa que mejor sola que mal acompañada, pues todavía no ha conseguido buena compañía.
Ramón Tequiero es el único hijo de Tomasa y su mayor orgullo, la razón de su vida. El hecho de no haber podido criarlo, es una espina que no se puede sacar del corazón, pues su hijo tuvo todo lo que necesitó menos una madre a su lado. Lo que no se espera Tomasa es que un día cualquiera suene el timbre y se le presente su hijo con una mochila al hombro y la decisión absoluta de abrirse camino en Caracas.
Tomasa es una mujer de principios que tiene muy claras unas cuantas cosas en la vida: que robar es malo, que las mentiras tienen las patas cortas y los hombres casados usan medias panti. El problema es que el corazón la va a traicionar con el hombre equivocado. A pesar de todo, Tomasa cae en la trampa de Severo Bustamante, un hombre agobiado por las mentiras y por las deudas.
Gravitando en torno a Tomasa están sus dos hijas postizas, Fabiana y Miguelina. “Antonio” y “Roxana”: él, todo solidaridad, ella, toda confusión; La tía “Margarita”, exitosa, treintona, soltera y decidida a tener un marido y un hijo cuanto antes. Por aquello del reloj biológico... La abuela de las muchachas, “Martirio”; “Floritex”, confidente, paño de lágrimas y sonsacadora de “Tomasa”.
En el camino, esta familia tendrá que aprender a vivir con lo que hay: escasez, riqueza, amor, odio, rabia, celos, risa, miedos… Esta es una historia sobre el amor y la codicia.

## Reparto
- Gledys Ibarra - Tomasa Tequiero Montiel
- Carlos Montilla - Severo Bustamante
- Nohely Arteaga - Virginia de Bustamante
- Carlos Cruz - Antonio Bustamante
- María Antonieta Duque - Roxana
- Emma Rabbe - Emilia Ferrara
- Loly Sánchez - Martirio Paredes
- Daniela Navarro - Fabiana Margarita Paredes Bustamante
- Laureano Olivares - Ramón Tequiero Jaramillo Montiel
- Rafael Romero - Agustín
- Elaiza Gil - Margarita Paredes
- Abril Schreiber - Miguelina Paredes Bustamante
- Rolando Padilla - Jorman de Jesús
- Beatriz Vázquez - Floritex Carrera
- César Román - Oswaldo Bustamante
- José Manuel Suárez - Jorge Bustamante
- Adriana Romero - Blondinet
- Pedro Pablo Porras - Rudelio
- Marco Antonio Alcalá - Bobby Jabón
- Fernando Villate - Cariaquito
- José Luis Useche - Perfecto
- Sindy Lazo - Susana Ferrara
- Vanessa Di Quattro - Darling Guadalupe Carrera
- Claudio de la Torre - Francisco Hurtado
- Patricia Schwarzgruber - Sofía Arango
- Janset Rojas - Verónica Asuaje
- Alejandra Machado - Sara
- Virginia Lancaster - Yamilca
- Alejandro Mata - Don Pedro
- Roberto Lamarca - Perucho
- Carmen Julia Álvarez - Pascualina
- Sonia Villamizar - Katiuska Bustamante de Paredes
- Henry Soto - Rómulo Paredes
- Ligia Duarte - Greta
- Rodolfo Drago - Marlon
- Moisés Berroterán - Exenobel
- Rhandy Piñango - Augusto
- Rosmel Bustamante - Francisco "Chicho" Bustamante

## Ficha técnica
- Original de - Doris Seguí
- Libretos - Doris Seguí, Carlos Eloy Castro, Mariana Reyes
- Diseño de vestuario - Alberto Hernández
- Maquillaje - Henry Sarmiento, Alexandra Silva, Sulmira Serrano
- Escenografía - Carmelina de Jacovo, José Luis Hernández
- Ambientación - Lupe Villalobos, Adella Beglia
- Coordinador de arte - José Félix Álvarez
- Coordinación de Post-Producción - Daniel Ricardo Ruiz Quintero
- Edición - Carlos García, Yerson Rivas
- Musicalización - Betriks Medina
- Música Incidental - Salomón Lerner, Tato García
- Tema - La Negra Tomasa (Versión libre)
- Intérprete - Luke Grande y Cotur
- Producción - Elizabeth Cermeño, Ángel Ruiz, Ricardo Martínez, Juan Carlos Farfán
- Dirección de arte - Tania Pérez
- Dirección de exteriores - Sergio Martínez, José Luis Zuleta
- Dirección de fotografía - José Eleazar Pérez
- Producción general - Damaris Padilla
- Producción ejecutiva - Sandra Rioboo Rey
- Dirección general - César Bolívar

## Adaptación
- La productora mexicana Televisa realizó una adaptación titulada Enamorándome de Ramón, bajo la producción de Lucero Suárez en el 2017, protagonizada por Esmeralda Pimentel y Jose Ron.